# Rafael Erich

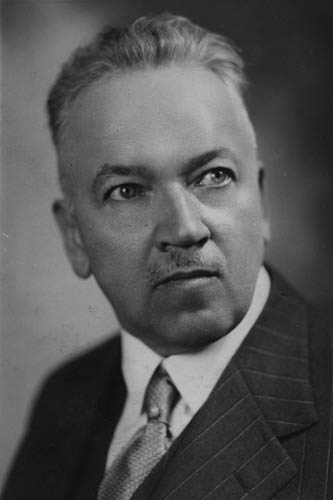
Rafael Erich

Rafael Waldemar Erich (* 10. Juni 1879 in Turku; † 19. Februar 1946 in Helsinki) war ein finnischer Rechtswissenschaftler, Diplomat, Politiker und Ministerpräsident.

## Studium und akademische Laufbahn
Erich absolvierte ein Studium der Rechtswissenschaften und wurde 1910 zum Professor für Staats-, Völker- und Internationales Recht an die Universität Helsinki berufen. 1932 wurde ihm die Ehrendoktorwürde der Rechtswissenschaften der Universität Uppsala verliehen.

## Politische Laufbahn

### Unterhändler während des Finnischen Bürgerkrieges
Im Februar 1918 wurde er durch den damaligen Chefminister Pehr Evind Svinhufvud zusammen mit dem Professor und Rektor der Universität Helsinki Edvard Hjelt nach Deutschland gesandt, um von dort Hilfe bei der Bekämpfung der bolschewistischen Aufstände während des Finnischen Bürgerkrieges zu erbitten. Kurze Zeit später trafen deutsche Truppen in Finnland ein und schlugen zusammen mit den „Weißen Truppen“ unter dem Oberbefehl des Generals Mannerheim die „Rotgardisten“. Später verhandelte er ebenfalls mit seinem Universitätskollegen Hjelt den Friedens- und Freundschaftsvertrag zwischen Finnland und Deutschland, dessen Bestätigungsurkunden am 25. Juni 1918 ausgetauscht wurden.

### Abgeordneter und Ministerpräsident
Erich begann seine politische Laufbahn 1919 mit der Wahl zum Abgeordneten des finnischen Parlaments. Dort vertrat er bis 1924 die Interessen der konservativen Nationalen Sammlungspartei (KOK).
Vom 15. März 1920 bis zum 9. April 1921 war er als Nachfolger von Juho Vennola Ministerpräsident einer Koalitionsregierung aus KOK, Landbund (ML), Schwedischer Volkspartei (SFP) sowie der Nationalen Fortschrittspartei (KEP). Während seiner Regierungszeit wurde am 15. Oktober 1921 der Friede von Dorpat zwischen Finnland und der Sowjetunion geschlossen, in dem die Sowjetunion die Unabhängigkeit Finnlands in den Grenzen des Großfürstentums Finnland anerkannte.

### Diplomat und Richter beim Völkerbund
1926 wurde er erster Gesandter in der Schweiz. Dieses Amt übte er jedoch nur ein Jahr aus. Von November 1928 bis 1936 war er Gesandter in Schweden. In diesem Amt folgte ihm der frühere Ministerpräsident und spätere Staatspräsident Juho Kusti Paasikivi.
Vom 15. Januar 1931 bis Oktober 1936 war er zunächst stellvertretender Richter und später vom 26. September 1938 bis Januar 1946 Richter beim Ständigen Internationalen Gerichtshof des Völkerbundes. Die letzte Sitzung des Gerichts fand allerdings bereits am 26. Februar 1940 statt. Darüber hinaus war er zuvor über viele Jahre (1921 bis 1933) Delegierter bei den Versammlungen des Völkerbundes.

## Veröffentlichungen
- Rafael Erich: Über Allianzen und Allianzverhältnisse nach heutigem Völkerrecht, Helsinki 1907 - Rezension
- Rafael Erich: Das Staatsrecht des Grossfürstentums Finnland, Tübingen 1912
- Rafael Erich: Die Finnische Frage vor und nach der russischen Revolution. Frankfurt/Main 1918

## Biographische Quellen und Hintergrundinformationen
- Biographische Notizen auf der Homepage der Finnischen Regierung
- Ministerliste des Kabinetts 1920–1921
- Finnische Geschichte in Briefmarken: Zwischen den Kriegen (1919–1939)